# Campeonato Alagoano 2021
El Campeonato Alagoano de Fútbol 2021 fue la 91.ª edición de la primera división de fútbol del estado de Alagoas. El torneo fue organizado por la Federação Alagoana de Futebol (FAF). El torneo comenzó el 20 de febrero y finalizó el 22 de mayo. El ganador fue el CSA, que venció en la final a su clásico rival CRB en tanda de penales, logrando así su título número 40.

## Sistema de juego

### Primera fase
Los 9 equipos se enfrentan en modalidad de todos contra todos a una sola rueda. Culminadas las ocho fechas, los últimos dos equipos posicionados en la tabla de posiciones descienden a la Segunda División. Mientras que los cuatro primeros clasifican a las semifinales.

### Segunda fase
- Semifinales: Los enfrentamientos de las semifinales se jugarán de la siguiente manera:
  - 1.º vs. 4.º
  - 2.º vs. 3.º

- Definición por el tercer puesto: La disputan los dos perdedores de las semifinales.

- Final: La disputan los dos ganadores de las semifinales.

- Nota 1: Las semifinales, la definición por el tercer puesto y la final se disputan en partidos de ida y vuelta, cerrando la serie en casa del club con mejor campaña en la primera fase.
- Nota 2: En caso de empate en puntos y diferencia de goles en las semifinales, pasará de ronda el club con mejor rendimiento en la primera fase.
- Nota 3: En caso de empate en puntos y diferencia de goles en la definición por el tercer puesto y la final, se definirá en tanda de penales.

### Clasificaciones
- Copa de Brasil 2022: Clasifican tres equipos. Los dos finalistas y el vencedor del duelo entre el tercer puesto contra el ASA Arapiraca, campeón de la Copa Alagoas 2021.
- Serie D 2022: Clasifican dos equipos. El mejor equipo que no disputa ni la Serie A, Serie B (CRB y CSA) o Serie C; junto al ASA Arapiraca, campeón de la Copa Alagoas 2021.
- Copa do Nordeste 2022: Clasifican tres equipos. A la fase de grupos accede únicamente el campeón. A la Pre-Copa do Nordeste acceden el subcampeón y el equipo con mejor posición en el Ranking CBF 2021, exceptuando a los dos equipos mencionados anteriormente.

## Equipos participantes
| Equipo             | Ciudad                 | Estadio                 | Capacidad | Posición 2020      | Títulos (último) |
| ------------------ | ---------------------- | ----------------------- | --------- | ------------------ | ---------------- |
| ASA Arapiraca      | Arapiraca              | Municipal Arapiraca     | 12 500    | 4.º                | 7 (2011)         |
| CEO                | Olho d'Água das Flores | Edson Matias            | 6000      | 6.º                | 0                |
| Coruripe           | Coruripe               | Gerson Amaral           | 7000      | 5.º                | 3 (2014)         |
| CRB                | Maceió                 | Rei Pelé                | 18 801    | Campeón            | 31 (2020)        |
| CSA                | Maceió                 | Rei Pelé                | 18 801    | 2.º                | 39 (2019)        |
| CSE                | Palmeira dos Índios    | Juca Sampaio            | 7000      | 7.º                | 0                |
| Desportiva Aliança | Pilar                  | Municipal Rubens Canuto | 2000      | 1.º (2.ª división) | 0                |
| Jacyobá            | Pão de Açúcar          | Elísio da Silva Maia    | 4000      | 8.º                | 0                |
| Murici             | Murici                 | José Gomes da Costa     | 3000      | 3.º                | 1 (2010)         |

| Crecimiento | Equipo proveniente del Campeonato Alagoano de Segunda División 2020. |

## Primera fase

### Tabla de posiciones
| Pos. | Equipo             | Pts. | PJ | G | E | P | GF | GC | Dif. | Clasificación          |
| ---- | ------------------ | ---- | -- | - | - | - | -- | -- | ---- | ---------------------- |
| 1    | CRB                | 16   | 8  | 5 | 1 | 2 | 14 | 7  | +7   | Fase final.            |
| 2    | CSA                | 15   | 8  | 4 | 3 | 1 | 17 | 5  | +12  | Fase final.            |
| 3    | CSE                | 15   | 8  | 4 | 3 | 1 | 13 | 7  | +6   | Fase final.            |
| 4    | Desportiva Aliança | 13   | 8  | 4 | 1 | 3 | 7  | 5  | +2   | Fase final.            |
| 5    | ASA Arapiraca      | 13   | 8  | 3 | 4 | 1 | 11 | 5  | +6   |                        |
| 6    | Murici             | 11   | 8  | 3 | 2 | 3 | 4  | 5  | −1   |                        |
| 7    | Jacyobá            | 9    | 8  | 2 | 3 | 3 | 9  | 13 | −4   |                        |
| 8    | Coruripe           | 4    | 8  | 1 | 1 | 6 | 8  | 23 | −15  | Descenso de categoría. |
| 9    | CEO                | 2    | 8  | 0 | 2 | 6 | 2  | 15 | −13  | Descenso de categoría. |

Actualizado a los partidos jugados el 5 de mayo de 2021.
 Fuente: 
Criterios de clasificación: 1) Puntos; 2) Partidos ganados; 3) Diferencia de gol; 4) Goles anotados; 5) Enfrentamiento directo entre los equipos en cuestión; 6) Menor cantidad de tarjetas rojas; 7) Menor cantidad de tarjetas amarillas; 8) Sorteo.

### Fixture
- La hora de cada encuentro corresponde al huso horario correspondiente al Estado de Alagoas (UTC-3).

| CSA           | 0 - 0 | Murici             | Rei Pelé            | 20 de febrero | 17:00      |            |            |            |
| ASA Arapiraca | 0 - 0 | Jacyobá            | Municipal Arapiraca | 21 de febrero | 16:00      |            |            |            |
| CEO           | 0 - 2 | Desportiva Aliança | Municipal Arapiraca | 21 de febrero | 20:00      |            |            |            |
| Coruripe      | 0 - 3 | CRB                | (Walkover)          | (Walkover)    | (Walkover) | (Walkover) | (Walkover) | (Walkover) |
| Equipo Libre: | CSE   | CSE                | CSE                 | CSE           | CSE        | CSE        |            |            |

| Jacyobá            | 1 - 4    | CSA           | Municipal Arapiraca | 25 de febrero | 20:00    |          |
| Murici             | 0 - 0    | CEO           | José Gomes da Costa | 27 de febrero | 16:00    |          |
| CRB                | 2 - 1    | ASA Arapiraca | Rei Pelé            | 27 de febrero | 17:00    |          |
| Desportiva Aliança | 1 - 0    | CSE           | Universitário/UFAL  | 28 de febrero | 16:00    |          |
| Equipo Libre:      | Coruripe | Coruripe      | Coruripe            | Coruripe      | Coruripe | Coruripe |

| CSA           | 5 - 0         | CEO                | Rei Pelé            | 3 de marzo    | 20:00         |               |
| CSE           | 4 - 3         | Coruripe           | Juca Sampaio        | 6 de marzo    | 17:00         |               |
| Jacyobá       | 0 - 2         | Murici             | Municipal Arapiraca | 7 de marzo    | 16:00         |               |
| CRB           | 2 - 0         | Desportiva Aliança | Rei Pelé            | 10 de marzo   | 20:00         |               |
| Equipo Libre: | ASA Arapiraca | ASA Arapiraca      | ASA Arapiraca       | ASA Arapiraca | ASA Arapiraca | ASA Arapiraca |

| CEO                | 1 - 2 | Coruripe | Edson Matias        | 13 de marzo | 16:00 |     |
| ASA Arapiraca      | 0 - 0 | CSE      | Municipal Arapiraca | 13 de marzo | 17:00 |     |
| Desportiva Aliança | 0 - 1 | Jacyobá  | Universitário/UFAL  | 14 de marzo | 16:00 |     |
| Murici             | 1 - 0 | CRB      | José Gomes da Costa | 25 de abril | 16:00 |     |
| Equipo Libre:      | CSA   | CSA      | CSA                 | CSA         | CSA   | CSA |

| Coruripe      | 1 - 1 | Jacyobá            | Gerson Amaral       | 20 de marzo | 17:00 |     |
| Murici        | 0 - 1 | Desportiva Aliança | José Gomes da Costa | 21 de marzo | 16:00 |     |
| ASA Arapiraca | 2 - 2 | CSA                | Municipal Arapiraca | 27 de marzo | 17:00 |     |
| CSE           | 2 - 0 | CEO                | Juca Sampaio        | 28 de marzo | 16:00 |     |
| Equipo Libre: | CRB   | CRB                | CRB                 | CRB         | CRB   | CRB |

| CSA                | 5 - 0  | Coruripe      | Rei Pelé           | 6 de abril  | 20:00  |        |
| CEO                | 1 - 2  | CRB           | Edson Matias       | 7 de abril  | 20:00  |        |
| Desportiva Aliança | 0 - 1  | ASA Arapiraca | Universitário/UFAL | 10 de abril | 17:00  |        |
| Jacyobá            | 2 - 2  | CSE           | Edson Matias       | 11 de abril | 16:00  |        |
| Equipo Libre:      | Murici | Murici        | Murici             | Murici      | Murici | Murici |

| Coruripe           | 0 - 1   | Murici        | Gerson Amaral      | 17 de abril | 17:00   |         |
| CEO                | 0 - 0   | ASA Arapiraca | Edson Matias       | 18 de abril | 16:00   |         |
| Desportiva Aliança | 0 - 0   | CSA           | Universitário/UFAL | 20 de abril | 20:00   |         |
| CRB                | 1 - 1   | CSE           | Rei Pelé           | 21 de abril | 20:00   |         |
| Equipo Libre:      | Jacyobá | Jacyobá       | Jacyobá            | Jacyobá     | Jacyobá | Jacyobá |

| ASA Arapiraca | 5 - 1              | Coruripe           | Municipal Arapiraca | 24 de abril        | 17:00              |                    |
| Jacyobá       | 2 - 0              | CEO                | Municipal Arapiraca | 25 de abril        | 16:00              |                    |
| CSE           | 2 - 0              | Murici             | Juca Sampaio        | 29 de abril        | 16:00              |                    |
| CSA           | 1 - 0              | CRB                | Rei Pelé            | 1 de mayo          | 17:00              |                    |
| Equipo Libre: | Desportiva Aliança | Desportiva Aliança | Desportiva Aliança  | Desportiva Aliança | Desportiva Aliança | Desportiva Aliança |

| Coruripe      | 1 - 3 | Desportiva Aliança | Gerson Amaral       | 5 de mayo | 20:00 |     |
| Murici        | 0 - 2 | ASA Arapiraca      | José Gomes da Costa | 5 de mayo | 20:00 |     |
| CSE           | 2 - 0 | CSA                | Juca Sampaio        | 5 de mayo | 20:00 |     |
| CRB           | 4 - 2 | Jacyobá            | Rei Pelé            | 5 de mayo | 20:00 |     |
| Equipo Libre: | CEO   | CEO                | CEO                 | CEO       | CEO   | CEO |

## Fase final

#### Cuadro de desarrollo
|  | Semifinales     | Semifinales        | Semifinales     | Semifinales     | Semifinales     |   |       | Final           | Final           | Final           | Final           | Final           |  |
|  | 8 al 12 de mayo | 8 al 12 de mayo    | 8 al 12 de mayo | 8 al 12 de mayo | 8 al 12 de mayo |   |       | 15 y 22 de mayo | 15 y 22 de mayo | 15 y 22 de mayo | 15 y 22 de mayo | 15 y 22 de mayo |  |
|  |                 |                    |                 |                 |                 |   |       |                 |                 |                 |                 |                 |  |
|  |                 |                    |                 |                 |                 |   |       |                 |                 |                 |                 |                 |  |
|  | 1               | CRB                | 1               | 2               | 3               |   |       |                 |                 |                 |                 |                 |  |
|  | 1               | CRB                | 1               | 2               | 3               |   |       |                 |                 |                 |                 |                 |  |
|  | 4               | Desportiva Aliança | 0               | 1               | 1               |   |       |                 |                 |                 |                 |                 |  |
|  | 4               | Desportiva Aliança | 0               | 1               | 1               |   | 1     | CRB             | 0               | 1               | 1 (3)           |                 |  |
|  |                 |                    |                 |                 |                 |   | 1     | CRB             | 0               | 1               | 1 (3)           |                 |  |
|  |                 |                    | 2               | CSA (p)         | 0               | 1 | 1 (4) |                 |                 |                 |                 |                 |  |
|  | 2               | CSA                | 2               | CSA (p)         | 0               | 1 | 1 (4) | 1               | 3               | 4               |                 |                 |  |
|  | 2               | CSA                |                 |                 |                 |   |       | 1               | 3               | 4               |                 |                 |  |
|  | 3               | CSE                | 1               | 0               | 1               |   |       |                 |                 |                 |                 |                 |  |
|  | 3               | CSE                | 1               | 0               | 1               |   |       |                 |                 |                 |                 |                 |  |
|  |                 |                    |                 |                 |                 |   |       |                 |                 |                 |                 |                 |  |

|  | Tercer lugar    |                    |   |   |   |  |
|  | 16 y 19 de mayo |                    |   |   |   |  |
|  |                 |                    |   |   |   |  |
|  | 3               | CSE                | 1 | 2 | 3 |  |
|  | 3               | CSE                | 1 | 2 | 3 |  |
|  | 4               | Desportiva Aliança | 1 | 1 | 2 |  |
|  | 4               | Desportiva Aliança | 1 | 1 | 2 |  |

Nota: El equipo que ocupa la primera línea es el que define la serie como local.
| Bandera del estado de Alagoas |
| Campeón                       |
| CSA 40mo título               |

## Clasificación final
| Pos. | Equipo             | Pts. | PJ | G | E | P | GF | GC | Dif. | Clasificación                                                  |
| ---- | ------------------ | ---- | -- | - | - | - | -- | -- | ---- | -------------------------------------------------------------- |
| 1.°  | CSA (C)            | 21   | 12 | 5 | 6 | 1 | 22 | 7  | +15  | Copa de Brasil 2022 y Copa do Nordeste 2022.                   |
| 2.°  | CRB                | 24   | 12 | 7 | 3 | 2 | 18 | 9  | +9   | Copa de Brasil 2022 y Pre-Copa do Nordeste 2022.               |
| 3.°  | CSE                | 20   | 12 | 5 | 5 | 2 | 17 | 13 | +4   | Serie D 2022.                                                  |
| 4.°  | Desportiva Aliança | 14   | 12 | 4 | 2 | 6 | 10 | 11 | −1   |                                                                |
| 5.°  | ASA Arapiraca      | 13   | 8  | 3 | 4 | 1 | 11 | 5  | +6   | Copa de Brasil 2022, Pre-Copa do Nordeste 2022 y Serie D 2022. |
| 6.°  | Murici             | 11   | 8  | 3 | 2 | 3 | 4  | 5  | −1   |                                                                |
| 7.°  | Jacyobá            | 9    | 8  | 2 | 3 | 3 | 9  | 13 | −4   |                                                                |
| 8.°  | Coruripe           | 4    | 8  | 1 | 1 | 6 | 8  | 23 | −15  | Segunda División 2022.                                         |
| 9.°  | CEO                | 2    | 8  | 0 | 2 | 6 | 2  | 15 | −13  | Segunda División 2022.                                         |

Reglas de clasificación: 1) Puntos; 2) Partidos ganados; 3) Diferencia de gol; 4) Goles anotados; 5) Enfrentamiento directo entre los equipos en cuestión; 6) Menor cantidad de tarjetas rojas; 7) Menor cantidad de tarjetas amarillas; 8) Sorteo.

Nota: El cupo de clasificación para la Serie D 2022 pasó a manos de CSE, debido a que CSA y CRB disputan la Serie B en 2022.

## Definición para Copa de Brasil 2022
El tercer y último cupo disponible para clasificar a la Copa de Brasil 2022, lo definen el equipo que terminó en tercer puesto (CSE) contra el campeón de la Copa Alagoas 2021 (ASA Arapiraca).
| Local en la ida | Global           | Local en la vuelta | Ida   | Vuelta |
| --------------- | ---------------- | ------------------ | ----- | ------ |
| CSE             | 3 – 3 (5-6 pen.) | ASA Arapiraca      | 2 – 1 | 1 – 2  |